# Fed Cup 2010 Wereldgroep II play-offs
De Fed Cup 2010 Wereldgroep II play-offs vormden een naspel van de Fed Cup 2010, waarin promotie en degradatie tussen enerzijds Wereldgroep II en anderzijds de regionale zones werden bevochten.
De wedstrijden vonden plaats op 24 en 25 april 2010.

## Reglement
De vier verliezende teams van Wereldgroep II en vier, door het ITF Fed Cup comité aangewezen, winnaars uit de drie regionale zonegroepen 1 nemen aan dit naspel deel. Het ITF Fed Cup comité bepaalt welke vier landen geplaatst worden, aan de hand van de ITF Fed Cup Nations Ranking. Hun tegenstanders worden door loting bepaald. Welk land thuis speelt, hangt af van hun vorige ontmoeting (om de andere), dan wel wordt door loting bepaald als zij niet eerder tegen elkaar speelden. Een landenwedstrijd bestaat uit (maximaal) vijf "rubbers": vier enkelspelpartijen en een dubbelspelpartij. Het land dat drie "rubbers" wint, is de winnaar van de landenwedstrijd. De vier winnende landen plaatsen zich voor de Fed Cup Wereldgroep II in het jaar erop. De vier verliezende landen zullen in het volgend jaar deelnemen in groep 1 van hun regionale zone.

## Deelnemers
In 2010 namen de volgende acht landen deel aan de Wereldgroep II play-offs:
- Canada (won van Colombia in de Amerikaanse zone)
- Japan (won van Chinees Taipei in de Aziatisch/Oceanische zone)
- Slovenië (won van Zwitserland in de Europees/Afrikaanse zone)
- Zweden (won van Oostenrijk in de Europees/Afrikaanse zone)
- Argentinië (verloor van Estland in Wereldgroep II)
- China (verloor van Slowakije in Wereldgroep II)
- Polen (verloor van België in Wereldgroep II)
- Spanje (verloor van Australië in Wereldgroep II)

## Plaatsing, loting en uitslagen
Geplaatste teams hebben het plaatsingcijfer tussen haakjes.
| locatie     | ondergrond    | thuisspelend land | uitslag | uitspelend land |
| ----------- | ------------- | ----------------- | ------- | --------------- |
| Sopot       | tapijt (i)    | Polen             | 1-4     | Spanje (1)      |
| Helsingborg | hardcourt (i) | Zweden            | 3-2     | China (2)       |
| Montreal    | tapijt (i)    | Canada            | 5-0     | Argentinië (3)  |
| Maribor     | gravel (i)    | Slovenië          | 4-1     | Japan (4)       |

### Vervolg
- Spanje handhaafde haar niveau, en bleef in Wereldgroep II.
- Canada, Slovenië en Zweden promoveerden van hun regionale zone in 2010 naar Wereldgroep II in 2011.
- Japan wist niet te ontstijgen aan haar regionale zone.
- Argentinië, China en Polen degradeerden van Wereldgroep II in 2010 naar hun regionale zone in 2011.

Wereldgroep I · Wereldgroep II · Amerikaanse zone · Aziatisch/Oceanische zone · Europees/Afrikaanse zone · Wereldgroep I play-offs · Wereldgroep II play-offs